# Kazichene
Kazichene est un village dans l'ouest de la Bulgarie . Il est situé dans la région de Sofia , la municipalité de Sofia , à 12 km à l'est du centre-ville de Sofia. Avec une population de 4 912 personnes Kazichane est le troisième village en Bulgarie après Aydemir et Lozen.